# Гончарук Олексій Валерійович
Олексі́й Вале́рійович Гончару́к (нар. 7 липня 1984, Жмеринка[а], Вінницька область, Українська РСР, СРСР) — український політик, юрист, адвокат. Прем'єр-міністр України, на посаді з 29 серпня 2019 року по 4 березня 2020 року. Заступник керівника Офісу Президента України (21 травня— 29 серпня 2019). З 29 грудня 2023 року — член наглядової ради акціонерного товариства «Укроборонпром». Наймолодший керівник уряду в історії сучасної України.

## Сім'я
Народився 7 липня 1984 року в Жмеринці. Закінчив середню школу № 2 в м. Городня Чернігівської області із золотою медаллю.
Батько — Валерій Юрійович Гончарук був військовим, служив в Іраку. Мати, Тетяна Володимирівна Гончарук, медик. Коли Олексію було 16 років, мати поїхала на заробітки до Італії, де живе і досі. Під час пандемії, спричиненої Covid-19, мати Гончарука працювала в одній з міланських лікарень.
Батько загинув у 2003 році в ДТП. Пізніше Олексій Гончарук згадував, що батька могли б врятувати, якби служба екстреної медицини працювала краще. Цим він пояснював прагнення покращити роботу «швидких» під час своєї роботи в уряді. Тому реформа екстреної медицини була однією головних тем Уряду Гончарука. У Державному бюджеті на 2020 рік на це було закладено близько 6 млрд грн, на які Уряд Гончарука планував обладнати 200 приймальних відділень екстреної допомоги по всій Україні.
Має молодшого брата.

## Студентські роки
У 2006 закінчив Міжрегіональну Академію управління персоналом за спеціальністю «Правознавство».
У студентські роки, через брак коштів, він час від часу працював охоронцем на стоянках та вантажником.
Будучи студентом МАУП, також працював молодшим юристом на Городнянському заводі продтоварів.
У 2012 закінчив Національну академію державного управління при Президентові України за спеціальністю «Державне управління» та Києво-Могилянську бізнес-школу.
Випускник «Аспен-інституту Київ».

## Адвокатська діяльність
У 2005—2008 працював юристом інвестиційної компанії PRIOR-Invest (Київ), з 2006 року очолював юридичний відділ цієї компанії.
2007 року набув право на зайняття адвокатською діяльністю. З 2018 року це право зупинене. З 2009 року — голова Всеукраїнської громадської організації «Асоціація допомоги постраждалим інвесторам».
З 2008 року — арбітражний керуючий, засновник і керівний партнер юридичної фірми.
З 2009 року — голова Всеукраїнської ГО «Асоціація допомоги постраждалим інвесторам». Заступник генерального директора ТОВ «Перша Українська Індустріально-Інвестиційна Компанія». Заступник генерального директора ТОВ «Перша Українська Індустріально-Інвестиційна Компанія». Голова третейського суду при ВГО «Союз інвесторів України».
У 2012 році О. Гончарук, як очільник Асоціації допомоги постраждалим інвесторам займався захистом ошуканих інвесторів новобудов, а на відеохостингу YouTube збереглися відео 5 каналу від 5 червня 2012 року з участю Олексія Гончарука в акції протесту.

## Політична діяльність
2014 року на виборах до ВРУ був кандидатом в народні депутати від партії «Сила людей», очоливши список партії. Позаштатний радник колишнього Міністра екології та природних ресурсів. Радник Першого віце-прем'єр-міністра — Міністра економічного розвитку і торгівлі Степана Кубіва.
З 2015 по 2019 рік очолював Офіс Ефективного Регулювання (BRDO), створеним з ініціативи міністра економічного розвитку і торгівлі Айвараса Абромавичуса, що займався системою державного регулювання у відносинах держави і бізнесу. За керівництва Гончарука BRDO здебільшого займався дерегуляцією бізнесу.
Під керівництвом Олексія Гончарука BRDO домігся скасування близько 1000 незаконних і неактуальних актів, а також ухвалення більше 50 рішень на користь бізнесу. Започатковано реформу контролюючих органів, зокрема їх переорієнтацію на ризикоорієнтований підхід. За три з половиною роки вдалося ухвалити 70 ініціатив, які економлять бізнесу 100 мільйонів доларів щороку. Також було розроблено низку прогресивних онлайн-продуктів, зокрема портал покрокових інструкцій для започаткування власної справи, інспекційний портал, портал моніторингу використання коштів дорожнього фонду та низку інших.

## Робота у команді президента Володимира Зеленського
25 червня 2019 року Олексія Гончарука призначено заступником Керівника Офісу Президента України Володимира Зеленського.
Член Національної ради реформ при Президентові України. Відповідав за блок економічного розвитку та продовження реформ. Член Національної інвестиційної ради (з 21 червня 2019). 25 червня 2019 року призначений членом Національної ради з питань антикорупційної політики.
За час його перебування в Офісі президента було підписано низку указів. Серед них укази щодо протидії рейдерству та контрабанді, впровадження нових підходів в інфраструктурі. Зокрема, стосовно будівництва та ремонту доріг, а також покращення доступу до Інтернету по всій країні. Скасовано мінімальний розмір оплати послуг нотаріусів, що суттєво спростило роботу нотаріусів і дозволило сплачувати менше 1 % від вартості нерухомості.
За сприяння Олексія Гончарука, також скасований штраф у п'ятикратному розмірі неоприбуткованої суми за порушення касової дисципліни.
З ініціативи Олексія Гончарука проведено повну інвентаризацію указів Президента, після чого скасовано більше 160 застарілих указів, які заважали бізнесу працювати та створювали додаткові бюрократичні складнощі.

## Прем'єр-міністр України
29 серпня 2019 року обраний Прем'єр-міністром України. Член РНБО з 6 вересня 2019 року до 13 березня 2020 року.
Світова спільнота позитивно сприйняла призначення Олексія Гончарука. Західна преса звернула увагу на молодий вік прем'єра, його «трудоголізм» та обіцянки досягти різкого зростання ВВП. До нового Кабміну увійшло кілька фахівців — включно із прем'єр-міністром — які зростали та напрацьовували авторитет у програмах із європейським фінансуванням.
6 листопада заявив, що уряд планує провести «цифровий перепис» населення. У вересні 2019 року уряд Олексія Гончарука презентував парламенту свою програму дій, яку уряд схвалив 4 жовтня 2019 року. Як зазначали ЗМІ, це була перша програма дій уряду, де міністри зазначили чіткі показники з конкретними цифрами та датами їх реалізації. За кожний напрям діяльності відповідав окремий міністр та заступник міністра, який мав чіткі показники ефективності своєї діяльності.
Верховний представник ЄС із зовнішніх справ та безпекової політики Жозеп Боррель під час щорічного саміту ЄС-Україна в Брюсселі зазначив, що програма реформ Уряду Гончарука була амбітною та за 5 місяців роботи уряду зазнала суттєвого прогресу.
17 січня 2020 подав у відставку, пояснивши це тим, що хоче усунути будь-які сумніви в повазі та довірі до президента. Зеленський не підписав заяву, хоча за законодавством приймати відставку Прем'єр-міністра України президент не має права, а тільки Верховна Рада. Того ж дня Міжнародний валютний фонд висловив підтримку тодішній економічній політиці голови уряду.
На позачерговому засіданні Верховної Ради України 4 березня парламентарі звільнили з посади прем'єр-міністра Олексія Гончарука. За рішення проголосували 353 народних депутатів. Після його відставки у ЗМІ з'явилась інформація, що однією з найголовніших причин його відставки стало рішення про заміну керівництва компанії «Центренерго» і трьох обленерго та конфлікт із Ігорем Коломойським. Діяльність «Центренерго» і його менеджменту пов'язують із олігархом Ігорем Коломойським. Сам Гончарук пов'язував свою відставку із систематичною боротьбою з корупцією всупереч інтересам окремих осіб.

## Політика уряду Гончарука

### Реформи
Пріоритетом діяльності Уряду Олексія Гончарука було проведення ринкових реформ. Команда Уряду Гончарука підготувала все необхідне для старту ринку землі — провели масштабний аудит державних кадастрів, вперше об‘єднали всі кадастри в один та почали разом з Держгеокадастром оцифровувати територію всієї країни. Завдяки цьому, 31 березня парламент у другому читанні зміг ухвалити закон про відкриття ринку землі .
Під керівництвом Гончарука, Уряд запустив процес наймасштабнішої за часи незалежності малої та великої приватизації та направив до Фонду Держмайна майже 1000 збиткових держпідприємств — у десять разів більше, ніж у попередні десять років. Завдяки цьому старту, в липні 2020 року Фонд Держмайна продав з аукціону перший великий об'єкт — готель Дніпро в центрі Києві за рекордні 1 млрд 111 мільйонів грн.
Уряд Олексія Гончарука вдалось за 4 місяці здійснити анбандлінг Нафтогазу. Це відокремлення компаній, що видобувають, транспортують та постачають газ. Це рішення дозволило в грудні 2019 року укласти новий контракт на транспортування газу між Україною, ЄС та Росією. Завдяки роботі Уряду, контракт із Росією на транспортування газу заключили на вигідних для України умовах.
Уряд Гончарука запустив механізм державно-приватного партнерства та здійснив перші прозорі та чесні концесійні конкурси морських портів «Ольвія» та «Херсон» та підготувала до концесії десяток інших об'єктів.

### Економічна політика Уряду Гончарука
У жовтні 2019 року уряд під керівництвом Олексія Гончарука та Національний Банк на чолі з Яковом Смолієм підписав Меморандум про взаємодію для досягнення стійкого економічного зростання та цінової стабільності.
Злагоджена робота Уряду та НБУ дозволила Україні в січні 2020 року розмістити євробонди за найдешевшими в історії України відсотковими ставками. Україна випустила нові 10-річні єврооблігації в євро з відсотковою ставкою 4,375 % річних. Залучені кошти будуть спрямовані на фінансування державного бюджету. Таким чином Україна залучила 1,25 млрд євро.
Для підтримки та розвитку малого та середнього бізнесу, разом із провідними держбанками, уряд запустив програму дешевого кредитування для малого та мікробізнесу Доступні кредити «5-7-9». На 2020 рік, уряд Гончарука виділив на програму 2 млрд грн.

### Боротьба з корупцією та тіньовими ринками
У жовтні 2019 року уряд почав повне перезавантаження Національного агентства з питань запобігання корупції. Вже у січні 2020 року Уряд затвердив нового керівника НАЗК Олександра Новікова.
Уряд Гончарука змінив керівників на більшості державних підприємств, які роками у ЗМІ пов'язували з корупційними схемами, а також менеджмент десятків державних підприємств: ОПЗ, Енергоатом, Артемсіль, Центренерго.
За час своєї каденції Уряд також змінив 20 обласних керівників Держгеокадастру та почав повне перезавантаження органу. Разом із Міністерством юстиції запустили Офіс протидії рейдерству.
Також разом із правоохоронцями та ДФС почали боротьбу з тіньовими ринками — закрили понад 500 нелегальні АЗС та почали боротьбу з нелегальними закладами гральних автоматів в областях.

### Критика
У жовтні 2019 Гончарук заявив, що має один із дипломів «недержавного зразка».
13 жовтня 2019 року відвідав концерт рок-гурту «Сокира Перуна», організований для ветеранів бойових дій на Донбасі. Цей візит, хоч і не був офіційним, викликав критику депутатів проросійської партії ОПЗЖ, а сам прем'єр згодом заявив, що хоча і був на концерті, але виступи гуртів «не слухав».
15 січня 2020 в інтернеті було поширено аудіозапис розмови начебто Гончарука, заступниці голови НБУ Катерини Рожкової та міністра фінансів Оксани Маркарової. Чиновники обговорювали пояснення зміцнення курсу гривні для президента Зеленського, а Гончарук заявив, що «Зеленський має дуже примітивне розуміння економічних процесів», а також визнав, що сам він — «профан в економіці». Цей інцидент спонукав «Слуг народу» обговорити питання можливої відставки уряду всередині фракції. Пізніше у ЗМІ з'явилась інформація, що Плівки Гончарука монтували у «журналіста-розслідувача» 1+1.

## Доходи
За 2018 рік задекларував 1,815 млн грн і автомобіль Jaguar X-Type 2007 року.

## Після прем'єрства
У першому інтерв'ю після відставки заявив, що залишається в політиці та пов'язує із нею своє подальше життя.
1 вересня 2020 року американська Атлантична рада (Atlantic Council) написала на своєму сайті, що Гончарук увійде до команди аналітичного «Центру Євразія». Приблизно в той самий час Олексій Гончарук в інтерв'ю 1+1 заявив про наміри поїхати в США на деякий час, щоб разом із новою командою у Вашингтоні сформувати новий план дій для України.
29 грудня 2023 року Олександр Камишін повідомив про затвердження нового складу наглядової ради Укроборонпрому. До ради увійшли п'ять членів: Олексій Гончарук, Тимофій Милованов, Сергій Коновець, Давід Ломджарія та Лінді Сміт.

## Виноски
1. ↑  https://www.kmu.gov.ua/ua/profile/oleksiy-goncharuk
2. 1 2 3  Гончарук Олексій Валерійович. kmu.gov.ua. Архів оригіналу за 24 вересня 2019. Процитовано 24 вересня 2019.
3. ↑  Новий Кабмін. Що відомо про міністрів уряду Гончарука. tyzhden.ua (укр.). Архів оригіналу за 1 вересня 2019. Процитовано 6 вересня 2019.
4. ↑  10 фактів про прем'єр-міністра України Олексія Гончарука [Архівовано 19 серпня 2019 у Wayback Machine.] // ДМИТРО ДОБРИЙ, Еспресо TV 29 СЕРПНЯ 2019
5. ↑  Черниговец — в администрации президента [Архівовано 21 червня 2019 у Wayback Machine.] GOROD.cn.ua (6 июня 2019) (рос.)
6. ↑  Про шкільні роки, кохання, простенькі квартири і дорогі машини Олексія Гончарука [Архівовано 16 грудня 2019 у Wayback Machine.] GOROD.cn.ua (10 вересня 2019)
7. 1 2 3 4  Олексій Гончарук розповів, хто був проти його прем'єрства та чим він займається зараз на YouTube
8. ↑  Гончарук. Уход Зеленского, конфликт Богдана и Ермака, Ахметов, Коломойский, Сорос, прослушка, Аваков на YouTube
9. ↑  Олексій Гончарук: У 2020 році модернізуємо 200 приймальних відділень екстреної допомоги по всій Україні. Урядовий портал. Архів оригіналу за 24 вересня 2020. Процитовано 14 жовтня 2020.
10. ↑  Гончарук Олексій Валерійович — профайл адвоката. Архів оригіналу за 10 вересня 2019. Процитовано 27 серпня 2019.
11. ↑  Архівована копія. Архів оригіналу за 10 вересня 2019. Процитовано 10 вересня 2019.{{cite web}}:  Обслуговування CS1: Сторінки з текстом «archived copy» як значення параметру title (посилання)
12. ↑  Олексій Гончарук — ЛІГА.Блоги [Архівовано 21 червня 2019 у Wayback Machine.] ЛІГА.net
13. ↑  Заступника голови ОП Олексія Гончарука призначили прем'єр-міністром — 5 канал [Архівовано 17 листопада 2019 у Wayback Machine.], 5.ua (Перевірено 16 лютого 2020)
14. ↑  Громадська організація просить Януковича призначити відповідального за вирішення проблем інвесторів, постраждалих від забудовників. Інтерфакс-Україна (укр.). Архів оригіналу за 3 липня 2020. Процитовано 2 липня 2020.
15. ↑  Громадські організації представили проект захисту прав інвесторів, які постраждали в будівельних аферах. www.irf.ua. Архів оригіналу за 2 липня 2020. Процитовано 2 липня 2020.
16. ↑  Мітинг ошуканих інвесторів у Києві. Архів оригіналу за 3 серпня 2020. Процитовано 13 лютого 2020.
17. ↑  Відомості про кандидата в народні депутати України[недоступне посилання з вересня 2019] Центральна виборча комісія
18. ↑  Кабмін Гончарука. Дивіться, хто прийшов (і хто залишився) (фото). Лівий берег. 29 серпня 2019. Архів оригіналу за 4 березня 2021. Процитовано 30 травня 2021.
19. ↑  Зеленський визначився з прем'єр-міністром — джерела | Українська правда [Архівовано 1 грудня 2019 у Wayback Machine.], pravda.com.ua (Перевірено 16 лютого 2020)
20. 1 2  «Ліберал і командний гравець»: хто такий Олексій Гончарук | Deutshche Welle[недоступне посилання], dw.com (Перевірено 14 жовтня 2020)
21. 1 2  Новим Прем'єр-міністром України став Олексій Гончарук — джерела | Урядовий портал [Архівовано 28 листопада 2020 у Wayback Machine.], gov.ua (Перевірено 15 жовтня 2020)
22. ↑  УКАЗ ПРЕЗИДЕНТА УКРАЇНИ № 328/2019 Про призначення О.Гончарука Заступником Глави Адміністрації Президента України. Архів оригіналу за 17 січня 2021. Процитовано 29 травня 2019.
23. ↑  УКАЗ ПРЕЗИДЕНТА УКРАЇНИ № 440/2019 Про призначення О.Гончарука Заступником Керівника Офісу Президента України. Архів оригіналу за 24 жовтня 2020. Процитовано 27 червня 2019.
24. ↑  Структура Офісу [Архівовано 20 серпня 2019 у Wayback Machine.] president.gov.ua
25. ↑  Новопризначений заступник глави АП Гончарук відповідатиме за економічний розвиток і реформи [Архівовано 29 травня 2019 у Wayback Machine.] Інтерфакс-Україна (28.05.2019)
26. ↑  Указ Президента України від 21 червня 2019 року № 423/2019 «Питання Національної інвестиційної ради»
27. ↑  Указ Президента України від 25 червня 2019 року № 453/2019 «Питання Національної ради з питань антикорупційної політики»
28. ↑  Указ Президента України від 6 вересня 2019 року № 665/2019 «Про зміни у складі Ради національної безпеки і оборони України»
29. ↑  Указ Президента України від 13 березня 2020 року № 80/2020 «Про зміни у складі Ради національної безпеки і оборони України»
30. 1 2  "Молодий, технічний та керований": як оцінили уряд Зеленського у країнах Заходу. Європейська правда (ua) . Архів оригіналу за 25 січня 2022. Процитовано 15 жовтня 2019.
31. ↑  Гончарук оголосив про плани провести цифровий перепис населення. РБК-Украина (рос.). Архів оригіналу за 7 листопада 2019. Процитовано 7 листопада 2019.
32. ↑  Верховна Рада схвалила Програму дій Уряду. Урядовий портал (ua) . Архів оригіналу за 20 жовтня 2020. Процитовано 15 жовтня 2020.
33. ↑  Програма кабміну: що пропонує уряд Шмигаля. Слово і Діло (ua) . Архів оригіналу за 6 квітня 2020. Процитовано 15 жовтня 2020.
34. ↑  Рада асоціації Україна-ЄС: нові учасники, "Приватбанк" і промисловий безвіз. DW (ua) . Архів оригіналу за 24 лютого 2022. Процитовано 15 жовтня 2020.
35. ↑  Гончарук подав у відставку: що відомо. РБК-Украина (рос.). Архів оригіналу за 23 січня 2022. Процитовано 17 січня 2020.
36. ↑  Зеленський Гончаруку: я вирішив дати вам шанс. РБК-Украина (рос.). Архів оригіналу за 25 січня 2020. Процитовано 17 січня 2020.
37. ↑  В МВФ поддержали подавшего в отставку Гончарука. Сегодня (рос.). Архів оригіналу за 29 березня 2022. Процитовано 15 жовтня 2020.
38. ↑  Офіційний портал Верховної Ради України. w1.c1.rada.gov.ua. Архів оригіналу за 5 березня 2020. Процитовано 6 березня 2020.
39. ↑  В оточенні Гончарука кажуть, що його звільнили через ротації у "Центренерго". Українська Правда (ua) . Архів оригіналу за 16 липня 2020. Процитовано 15 жовтня 2020.
40. ↑  Desperate for Aid, Ukraine First Has to Fight Corruption. The New York Times (англ.). Архів оригіналу за 18 жовтня 2020. Процитовано 15 жовтня 2020.
41. ↑  Верховна Рада ухвалила закон про відкриття ринку землі з 1 липня 2021 року. DW (ua) . Архів оригіналу за 3 березня 2022. Процитовано 15 жовтня 2020.
42. ↑  https://www.dw.com/uk/уряд-гончарука-й-велика-приватизація-що-коли-і-на-яких-умовах-продаватимуть/a-52365754. DW (ua) . Архів оригіналу за 6 березня 2021. Процитовано 15 жовтня 2020. {{cite web}}: Зовнішнє посилання в |title= (довідка)
43. ↑  Київський готель "Дніпро" продали на аукціоні за 1,1 мільярда гривень. Європейська правда (ua) . Архів оригіналу за 16 липня 2020. Процитовано 15 жовтня 2020.
44. ↑  Олексій Гончарук: Анбандлінг завершено. Урядовий Портал (ua) . Архів оригіналу за 17 жовтня 2020. Процитовано 15 жовтня 2020.
45. ↑  Украина, Россия и ЕС подписали новый контракт о транзите газа. Урядовий Портал (рос.). Архів оригіналу за 17 жовтня 2020. Процитовано 15 жовтня 2020.
46. ↑  Стартували прозорі конкурси на концесію морських портів «Ольвія» та «Херсон». Урядовий Портал (ua) . Архів оригіналу за 19 жовтня 2020. Процитовано 15 жовтня 2020.
47. ↑  Уряд та НБУ підписали меморандум про взаємодію. Укрінформ (ua) . Архів оригіналу за 5 жовтня 2019. Процитовано 15 жовтня 2020.
48. ↑  Україна позичила більше мільярда євро під рекордно низькі відсотки: чому це важливо. Сегодня (ua) . Архів оригіналу за 27 лютого 2021. Процитовано 15 жовтня 2020.
49. ↑  Олексій Гончарук: Уряд запустив Програму "Доступних кредитів 5-7-9%" під рекордно низький відсоток. Урядовий Портал (ua) . Архів оригіналу за 25 січня 2021. Процитовано 15 жовтня 2020.
50. ↑  Гончарук пояснив зміни в керівництві НАЗК. DW (ua) . Архів оригіналу за 24 лютого 2022. Процитовано 15 жовтня 2020.
51. ↑  Гончарук радить звільнитися тим працівникам НАЗК, які імітують бурхливу діяльність. Укрінформ (ua) . Архів оригіналу за 17 листопада 2020. Процитовано 15 жовтня 2020.
52. ↑  Олексій Гончарук: Уряд системно боровся з корупцією з першого до останнього дня роботи. Агрополіт (ua) . Архів оригіналу за 5 червня 2021. Процитовано 15 жовтня 2020.
53. ↑  Гончарук звільнив ряд чиновників у Держгеокадастрі і поставив три завдання. Агрополіт (ua) . Архів оригіналу за 17 жовтня 2020. Процитовано 15 жовтня 2020.
54. ↑  Кабмін створив Офіс протидії рейдерству. Finbalance (ua) . Архів оригіналу за 18 листопада 2020. Процитовано 15 жовтня 2020.
55. ↑  Українська Правда Гончарук розповів, скільки нелегальних АЗС уже закрили (ua) . Процитовано 15 жовтня 2020.{{cite web}}:  Обслуговування CS1: Сторінки з параметром url-status, але без параметра archive-url (посилання)
56. ↑  Гончарук прокоментував ситуацію із закриттям гральних закладів. ZIK (ua) . Архів оригіналу за 29 грудня 2019. Процитовано 15 жовтня 2020.
57. ↑  Гончарук зізнався, що у нього диплом юриста "недержавного зразка" – новини України Depo.ua. depo.ua. Архів оригіналу за 16 січня 2020. Процитовано 16 січня 2020.
58. ↑  Прем’єр-міністр приховав інформацію про свій науковий ступінь через диплом «недержавного зразка» - ZAXID.NET. zaxid.net. Архів оригіналу за 16 січня 2020. Процитовано 16 січня 2020.
59. ↑  Соцмережі про "диплом недержавного зразка" Гончарука 17.10.19. prm.ua. Архів оригіналу за 16 січня 2020. Процитовано 16 січня 2020.
60. ↑  Прем’єр відвідав концерт, де виступили «Кому вниз» і «Сокира Перуна». hromadske.ua. Громадське телебачення. Архів оригіналу за 14 жовтня 2019. Процитовано 16 січня 2020.
61. ↑  “Опозиційна платформа – За життя” вимагає негайної відставки Гончарука – NizhynNEWS. nizhyn.in.ua. Архів оригіналу за 16 січня 2020. Процитовано 16 січня 2020.
62. ↑  «Я концерт не слухав»: Гончарук пояснив похід на концерт ультраправої групи «Сокира Перуна». bykvu.com. Архів оригіналу за 16 січня 2020. Процитовано 16 січня 2020. {{cite web}}: Текст «#Букви - всі важливі та найсвіжіші новини.» проігноровано (довідка)
63. ↑  профан в економіці - я юрист за освітою. espreso.tv. Архів оригіналу за 16 січня 2020. Процитовано 16 січня 2020.
64. ↑  Нардеп-"слуга" Верещук підтвердила голосування по відставці Гончарука у фракції "Слуги народу" - новини Еспресо TV. espreso.tv. Архів оригіналу за 16 січня 2020. Процитовано 16 січня 2020.
65. ↑  Плівки Гончарука монтували у "журналіста-розслідувача" - ЗМІ. Ліга.net (ua) . Архів оригіналу за 17 жовтня 2020. Процитовано 15 жовтня 2020.
66. 1 2  Гончарук из Городни [Архівовано 26 лютого 2020 у Wayback Machine.], gorod.cn.ua (передрук «Гарт»), 5 вересня 2019
67. ↑  Немає людини, яку сліпо слухає Зеленський». Експрем'єр Олексій Гончарук дав НВ перше після відставки інтерв'ю. NV.UA (ua) . Архів оригіналу за 23 квітня 2022. Процитовано 16 жовтня 2020.
68. ↑  Експрем’єр Гончарук стане співробітником Eurasia Center зі структури Atlantic Council. Радіо Свобода (ua) . Архів оригіналу за 17 жовтня 2020. Процитовано 16 жовтня 2020.
69. ↑    Eurasia Center  у соцмережі «Твіттер»
70. ↑  Кабмін затвердив наглядову раду АТ «Українська оборонна промисловість» — колишнього «Укроборонпрому». babel.ua. Процитовано 29 грудня 2023.
71. ↑  Зе!прем'єр. Що розповідають про Гончарука люди, які його знають [Архівовано 11 вересня 2019 у Wayback Machine.], УП, 29 серпня 2019